# Остафійчук Богдан Костянтинович
Богда́н Костянти́нович Остафійчу́к (8 лютого 1948, село Химчин Косівського району, тепер Івано-Франківська область — 3 лютого 2024, місто Івано-Франківськ) — український фізик-матеріалознавець; доктор фізико-математичних наук, професор, ректор Прикарпатського національного університету ім. В. Стефаника (2005—2012), Заслужений діяч науки і техніки України (2005), член-кореспондент НАН України (2006). Депутат Івано-Франківської облради (з 2006 року).

## Біографія
- 1970 — закінчив фізико-математичний факультет Івано-Франківського державного педагогічного інституту (нині Прикарпатський національний університет ім. В. Стефаника).
- 1970—1972 — працював у науково-дослідній лабораторії цього ж закладу.
- 1972—1975 — навчався в аспірантурі Інституту металофізики АН УРСР (під керівництвом В. В. Немошкаленка).
- 1975 — захистив кандидатську дисертацію на тему «Електронна структура інтерметалічних сполук типу фаз Лавеса».
- 1993 — обійняв посаду проректора з наукової роботи Прикарпатського державного університету імені Василя Стефаника.
- 1992 — захистив докторську дисертацію на тему «Магнітні властивості і кристалічна структура іонно-імплантованих епітаксійних ферит-гранатових плівок».
- 2005—2012 — ректор Прикарпатського національного університету імені Василя Стефаника.
- 2006 — став членом-кореспондентом НАН України у Відділенні фізики і астрономії за спеціальністю «Експериментальна фізика, фізика поверхні».
- 2006 — обраний депутатом Івано-Франківської облради.

## Наукова робота
Наукові інтереси і дослідження проводяться у двох напрямках:
- фізика монокристалічних ферит-гранатових плівок і полікристалічних магнітних матеріалів;
- фізико-хімічні властивості нових наноматеріалів для хімічних джерел живлення і молекулярних накопичувачів енергії.

По обох наукових напрямках дослідження доведені до прикладного використання.
Під керівництвом Б. К. Остафійчука у науково-дослідній лабораторії, яка була ним організована у 1979 році, розроблено технологію отримання нових термостійких матеріалів шляхом їх гарячого пресування для роботи в сильноагресивних середовищах хімічного виробництва, створено захисні покриття металів і сплавів, а також запропоновано нові високодисперсні полікристалічні матеріали, які мають здатність поглинати високочастотне електромагнітне випромінювання.
Наразі під науковим керівництвом ученого розробляють технології отримання нанодисперсних і нанопористих матеріалів, на основі яких, з використанням інтеркаляційних нанотехнологій, сформовано джерела живлення і накопичувачі електричної енергії. За питомими характеристиками ці джерела живлення і накопичувачі в 1,5—2 рази перевищують відомі світові аналоги.
Редактор журналу «Фізика і хімія твердого тіла».
Очолює спеціалізовану раду із захисту докторських та кандидатських дисертацій.

## Публікації
Б. К. Остафійчук є автором понад 200 наукових праць, з яких 3 монографії, понад 150 статей, 20 авторських свідоцтв на винаходи та патенти.

## Відзнаки, нагороди
- 2002 — Державна премія України в галузі науки і техніки;
- 2005 — Заслужений діяч науки і техніки України.